# Ettore Boninsegna
Ettore Boninsegna (Bergamo, 23 maggio 1902 – ...) è stato un calciatore italiano, di ruolo difensore.

## Carriera
Cresce nelle squadre uliciane milanesi fino ai 17 anni compiuti. Passato nelle file dell'Olona di Milano esordisce in prima squadra come attaccante. Arrivato a Bergamo per fare il servizio militare (dove viene sapientemente "imboscato" al Distretto dall'Atalanta), inizia a giocare nella squadra riserve nerazzurra, salvo poi conquistarsi sempre più spazio fino a diventare un giocatore importante della difesa bergamasca.
Dopo l'annata 1928-1929 nel massimo campionato si trasferisce a Taranto, dove conclude la carriera in Prima Divisione, la terza serie dell'epoca.

## Palmarès

### Club

#### Competizioni nazionali
- Seconda Divisione: 1

Atalanta: 1922-1923
- Prima Divisione: 1

Atalanta: 1927-1928